# Daphne tenuiflora
Daphne tenuiflora är en tibastväxtart som beskrevs av Bureau et Franch.. Daphne tenuiflora ingår i släktet tibaster, och familjen tibastväxter. Utöver nominatformen finns också underarten D. t. legendrei.